# 卡洛斯·普列托
卡洛斯·普列托（西班牙語：Carlos Prieto，1980年2月2日—），西班牙男子手球运动员。他曾代表西班牙国家队参加2008年夏季奥林匹克运动会男子手球比赛，获得一枚铜牌。